# Lexington (Virginia)
Lexington è una independent city degli Stati Uniti d'America, nello Stato della Virginia. È abitata a partire dal 1777.
Durante la guerra di secessione americana fu parzialmente bruciata da un incendio.